# Ayden Heaven
Ayden Heaven, né le 22 septembre 2006 à Londres, est un footballeur anglais qui joue au poste de défenseur central à Manchester United

## Biographie

### Carrière en club
Né à Londres en Angleterre, il est passé toute sa formation dans des clubs anglais et notamment dans les équipes de jeunes de West Ham United et d'Arsenal FC.
Lors de la première partie de saison 2024-2025, Heaven fait partie de l'équipe première et joue q'un seul match lors de la coupe de la ligue contre Preston North End avec Arsenal.
En février 2025, il rejoint le Manchester United et signe un contrat de quatre ans et demi avec une années supplémentaire en option. Le 2 mars 2025, il joue son premier match avec les Mancuniens contre Fulham en coupe d'Angleterre en entrant en jeu a la place d'Harry Maguire en fin de match.

### Carrière en sélection
Ayden Heaven joue pour la première fois avec l'équipe d'Angleterre des moins de 18 ans en 22 mai 2024.

## Statistiques

### En club
| Saison                | Club                  | Championnat           | Championnat | Championnat | Coupe nationale | Coupe nationale | Coupe de la Ligue | Coupe de la Ligue | Compétition(s) continentale(s) | Compétition(s) continentale(s) | Compétition(s) continentale(s) | Total | Total |
| Saison                | Club                  | Division              | M.          | B.          | M.              | B.              | M.                | B.                | Comp.                          | M.                             | B.                             | M.    | B.    |
| 2024-2025             | Arsenal FC            | Premier League        | 0           | 0           | -               | -               | 1                 | 0                 | C1                             | 0                              | 0                              | 1     | 0     |
| 2024-2025             | Manchester United     | Premier League        | 4           | 0           | 1               | 0               | -                 | -                 | C3                             | 1                              | 0                              | 6     | 0     |
| Total sur la carrière | Total sur la carrière | Total sur la carrière | 4           | 0           | 1               | 0               | 1                 | 0                 | -                              | 1                              | 0                              | 7     | 0     |

## Palmarès
| Manchester United (0)                    |
| ---------------------------------------- |
| - Ligue Europa (0) : - Finaliste en 2025 |